# Jacques van Groenendael jr.
Jacques Henrij Albert Marie (Jacques jr.) van Groenendael (Breda, 7 september 1915 - Sittard, 20 februari 1984) was architect te Sittard.

## Biografische schets
Hij was de zoon van Jacques van Groenendael, die eveneens architect was, en Martina Gorter. In 1948 trad hij in dienst bij architect Jos Wielders, welke echter in 1949 onverwacht overleed. Jacques van Groenendael jr. volgde hem op. In 1952 trouwde hij met de dochter van Wielders, beeldend kunstenares Lily Wielders.
Van Groenendael is een exponent van de wederopbouwarchitectuur. Hij ontwierp een aantal grote bouwwerken, zoals kloosters en scholen. Bijvoorbeeld het voormalige Serviam Lyceum en de Mr. Nic. Beckers MAVO te Sittard. Ook ontwierp hij de Pedagogische Academie (Beukeboomweg), de Sociale Academie (Kastanjelaan) en het gebouw voor Het Waterschap (Parklaan) te Sittard. Zowel het Serviam als de Nic. Beckers school werden voorzien van prachtige kunstwerken van Charles Eyk. Ook hing er gebrandschilderd glas-in-lood gemaakt door Eugène Laudy in het Serviam.
Ook werk van Wielders werd voortgezet, zoals het complex Jerusalem te Venray, voor de Zusters Ursulinen: een klooster met kapel, internaat en boerderij. Jacques van Groenendael ontwierp het complex Westerhelling te Nijmegen voor de Broeders Maristen (jongensinternaat, klooster, kapel). Vooral scholen ontwierp hij: het Serviam Lyceum te Sittard, huishoudscholen, lagere scholen en kleuterscholen, zoals te Posterholt, Eijsden en Born.
In Sittard ontwierp hij de Sociale Academie, de Pedagogische Academie, en het Waterschapsgebouw.
In de jaren '60 van de 20e eeuw werd Jacques van Groenendael door ziekte getroffen en kon hij het architectenbureau niet meer leiden.
- Nederlandse Thesaurus van Auteursnamen: 273409182
- Virtual International Authority File: 283139702
- WorldCat: E39PBJmdtmmRJbhpXf6DrFjV4q